# POKERItalia24
POKERItalia24 è stato un canale televisivo tematico italiano, di proprietà del gruppo De Agostini, dedicato ai tornei di poker sportivo e diretto da Maurizio Caressa.

## Storia
Il lancio di POKERItalia24, le cui trasmissioni sono state avviate il 26 febbraio 2010 alle 23.10 con il torneo POKERItalia24 Challenge, è visibile in chiaro in Italia sul satellite Eutelsat Hot Bird 13B.
Dal 1º gennaio 2013 il canale si è spostato dall'LCN 59 all'LCN 152 per far spazio a Lottomatica TV. Il 28 febbraio 2013 il canale ha cessato le trasmissioni sul digitale terrestre nel mux Rete A 1 e prosegue le trasmissioni solo via satellite. Dal 1º marzo 2013 rinnova il proprio logo, le grafiche, i bumper pubblicitari e trasmette nel formato panoramico 16:9.
È stato inoltre presente al canale 222 della piattaforma Sky Italia fino al 16 gennaio 2017, data nella quale ha cessato le trasmissioni.

## Programmi
POKERItalia24 trasmetteva i seguenti tornei internazionali di poker sportivo:
- Poker After Dark
- Aussie Millions
- National Heads-up
- World Series of Poker
- European Poker Tour
- Web Sunday Special
- WSOP Tournament of Champions
- Aussie Millions Cash Game
- The Best Professional Poker Players
- Degree Championship
- Professional Poker Web
- World Poker Tour
- The Poker Club Race
- World Series of Poker Europe
- Italian Poker Tour

Il 15 ottobre 2010 Pokeritalia24, in un torneo speciale dedicato al compleanno di PokerClub, ha utilizzato, per la prima volta in Italia, un tavolo di poker con chip rfid in grado di generare la grafica della partita istantaneamente.
Il 25 ottobre 2010 alle 20,50, nel final table della Snai Poker Cup, è andata in onda la prima diretta tv in Italia di una partita di poker con la grafica generata in diretta. Si tratta di produzioni curate dalla struttura interna di Pokeritalia24 diretta da Umberto Chiaramonte.
Il 9 novembre 2010 ha trasmesso in diretta il tavolo finale delle World Series of Poker.

## Commentatori
Le voci che commentavano e presentavano i programmi di POKERItalia24 erano:
- Maurizio Caressa: È stato uno dei primi ad occuparsi del poker online. Nel 2007 entra in SKY e assieme a suo fratello Fabio, con cui forma i Caressa's sono le voci del Poker. Nel 2008 pubblicano anche un libro sul Texas Holdem “Quella Sporca ultima carta”. È il direttore di POKERItalia24.
- Cristina Quaranta: Show girl italiana, fra i programmi in cui ha lavorato ricordiamo Domenica In, Stasera mi butto, e Striscia La notizia. Appassionata di poker, conduce due trasmissioni: Pokerissimo e Queens at tea time.
- Riccardo Lacchinelli: Giocatore professionista, ha partecipato fino adesso a circa 120 tornei. Il miglior risultato è stato un 3º posto a Sanremo nel novembre 2008. Giocatore in grande ascesa e imprenditore di successo il “Funambolo” (è così che viene soprannominato nell'ambiente) è uno dei personaggi più simpatici e vincenti del mondo del poker italiano.
- Giorgio Sigon: Giornalista, commentatore televisivo, penna di riviste specializzate, collabora con importanti operatori del gaming online.
- Flavio Ferrari Zumbini: Giocatore professionista, ha partecipato a più di quindicimila tornei Sit&Go, soprattutto online. Stimato autore di articoli tecnici “Confiteor” (questo il suo nick), ha vinto il premio "Italian Poker Awards" come miglior articolista nel panorama italiano.
- Fabio Bianchi: Giornalista della Gazzetta dello sport da più di 20 anni, si occupa di calcio italiano ed estero, ma anche di poker e cinema, la sua grande passione. Secondo a La notte del poker 2008, ha partecipato a due Main Event delle WSOP.
- Erion Islamay: Giocatore professionista, ama soprattutto i tornei e gli Heads-up on line. Ha partecipato a due Main Event delle WSOP, a due edizioni Ipt e una Ept. Vanta numerose vittorie nei tornei online. Il nickname è Erionis.
- Fabrizio Baldassari: Giocatore professionista, conosciuto nel circuito come SuperBaldas ha partecipato a numerosi tornei online ed eventi live. Fra le vittorie conquistate vanta un quarto posto al Main Event di Sanremo del febbraio 2008 e un secondo posto al Main Event delle World Series of Poker Europe nel 2010.
- Niccolò Caramatti: Giocatore professionista, conosciuto nel circuito come LuisGallo, predilige i tornei online. Ha vinto nel 2009 il side Event di Campione. È stato uno dei due coach del primo reality televisivo incentrato sul poker sportivo.
- Alessandro Pastura: Pro del team di Lottomatica è un appassionato di scacchi ed ingegnere informatico. Fra le sue vittorie ricordiamo Italian Rounders (2009), Campionato d'Italia (2007) ed Il Campionato internazionale di Poker a Campione d'Italia (2007).
- Fabio Caressa: Commentatore calcistico di Sky Sport e fratello di Maurizio Caressa.
- Filippo Candio: Giocatore italiano più vincente di sempre nei tornei live e 4º classificato al main event delle WSOP 2010.
- Massimiliano "Max" Pescatori: Pro del team di Lottomatica e unico italiano ad aver conquistato ben 4 braccialetti alle WSOP.
- Marco Morandi: Musicista, cantante ed attore; Marco Morandi conduce programmi di poker web come Professional Poker Player e BetClic Challenge. Nella sua carriera di attore ha recitato accanto al padre in "C'era un ragazzo" ed ha interpretato il ruolo di protagonista nel musical "Gianburrasca".
- Riccardo Trevisani: all'epoca telecronista di Sky Sport, commentava in coppia con Erion Islamay il World Poker Tour.
- Alberto Russo: dal 2007 voce ufficiale e presentatore di PokerStars. Conosciuto anche con il nickname "grandealba", è il commentatore per l'Italia dello European Poker Tour e dell'Italian Poker Tour, con all'attivo oltre 1.500 ore di diretta e oltre 500 ore di programmi tv. Ha lavorato anche per la LA7, Sportitalia, Cielo e Dahlia TV.

## Ascolti
L'8 dicembre 2010 il canale registra il suo record, in termini di ascolti, pari a 900.000 utenti unici.

### Share 24h*[7]
|      | gennaio | febbraio | marzo | aprile | maggio | giugno | luglio | agosto | settembre | ottobre | novembre | dicembre | Media anno |
| ---- | ------- | -------- | ----- | ------ | ------ | ------ | ------ | ------ | --------- | ------- | -------- | -------- | ---------- |
| 2010 | -       | N.R.     | N.R.  | N.R.   | 0,07%  | 0,10%  | 0,13%  | 0,10%  | 0,10%     | 0,08%   | 0,07%    | 0,11%    | 0,095%     |
| 2011 | 0,11%   | 0,10%    | 0,10% | 0,10%  | 0,10%  | 0,11%  | 0,12%  | 0,14%  | 0,11%     | 0,09%   | 0,07%    | 0,07%    | 0,10%      |
| 2012 | 0,08%   | 0,08%    | 0,08% | 0,09%  | 0,09%  | 0,10%  | 0,13%  | 0,11%  | 0,09%     | 0,09%   | 0,08%    | 0,08%    | 0,092%     |
| 2013 | 0,05%   | 0,04%    | 0,01% |        |        |        |        |        |           |         |          |          |            |

*Giorno medio mensile su target individui 4+

## Loghi
| 26 febbraio 2010 - 28 febbraio 2013 | 1º marzo 2013 - 16 gennaio 2017 |
| ----------------------------------- | ------------------------------- |